# Знак «Бойцу Красной Гвардии и Красному партизану»
Знак «Бойцу Красной Гвардии и Красному партизану» (другое название — «15-летие Октября») — нагрудный знак, учреждённый в связи с 15-летием Октябрьской революции в 1932 году. Знак также называется «15-летие Октября».
Данная награда не входила в перечень официальных наград Советского союза. Ей вначале награждали отличившихся бойцов Ленинградской красногвардейской дивизии, а впоследствии и бывших красногвардейцев и чекистов. Выпускалась в 1932 году в Ленинграде. Знак вручался от имени Председателя Исполкома Ленинградского городского совета (Ленсовета). Награжденные и члены их семей пользовались льготами, предусмотренными Постановлениями ЦИК и СНК СССР от 1 января 1930 г.

## История возникновения
После окончания гражданской войны в Ленинграде проживало много бывших красногвардейцев и красных партизан, участников революции и гражданской войны. В начале 1930 г они обратились в горком партии с просьбой разрешить сформировать дивизию из участников революционных боев. Она стала называться Ленинградская красногвардейская дивизия. В неё зачисляли на добровольной основе только тех, кто имел документы бывшего партизана или красногвардейца. Она состояла из трех полков по 2000 человек в каждом. У дивизии не было ни казарм, ни своей канцелярии. Весь личный состав работал на предприятиях и учреждениях, на строевые занятия, сборы или парады одевал единую форму. Она была гражданского образца: куртка с отложным воротником на вате, фуражка или кепка, полугалифе, ремень, сапоги или ботинки с обмотками, цвет обмундирования серый. на время военных занятий бойцам выдавались винтовки учебного образца. Строевые занятия и подготовка к парадам проводились вечерами или в выходные дни.
В 1932 году в Ленинграде был начат выпуск нагрудных номерных знаков с надписью «Бойцу Красной гвардии и красному партизану. 1917—1932». К нему прилагалась грамота. Значок вначале вручался как награда лучшим бойцам и командирам Ленинградской Красногвардейской дивизии. Это имело большое воспитательное значение. Этот почётный знак, в большинстве случаев, вручался тем, кто числился в дивизии и принимал активное участие в различных мероприятиях. Решение о вручении знака принимал Ленинградский совет народных депутатов. Общий тираж знака предположительно (по данным, предоставленным коллекционерами) составляет 5000 экземпляров.
Впоследствии многие награждённые этим знаком были репрессированы.

## Дизайн знака
Знаки изготовливались методом штамповки из серебра и были округленной формы в виде зубчатого колеса, на котором было помещено рельефное изображение бойца в форме Ленинградской красногвардейской дивизии с левой стороны, держащего в руке красное знамя, развевающееся в правую сторону. На знамени была размещена надпись: «Пролетарии всех стран соединяйтесь» и «Бойцу красной гвардии и красному партизану». Снизу знака находится пулемёт Максима на станке с колесами, слева сноп пшеницы, справа — надпись на зубчатом колесе «от ЛЕНСОВЕТА». По центру знака снизу расположена надпись «1917 — 1932». Центральный фон знака залит белой эмалью и на нём изображены заводские здания.
Размер знака по высоте 46,4 мм, по ширине — 42 мм.
Вес знака — 26,33 г.
Знак крепится к одежде с помощью резьбового штифта и гайки и носится на левой стороне груди.
В настоящее время в продаже встречаются много копий и реплик этого знака от разных производителей.